# 甲府銀座ビル
甲府銀座ビル（こうふぎんざビル）はかつて山梨県甲府市に存在した建築物（ビルディング）である。

## 概要

### ダイエー・トポス時代
1970年代の甲府中央商店街付近には岡島百貨店やスーパーマーケットチェーンであるオギノ本店など複数の核店舗をはじめいくつもの商店街が入り組んでいる状態であったが、核店舗はいずれも県内資本の地域密着型であったため、全国チェーンの大規模資本が参入を目論むようになる。中央商店街は核店舗と結託して県外資本の参入を阻止しようとするが、中央商店街の中で外れにある銀座通りの商店街は甲府駅前に県外資本の店舗が進出することに危惧し、それならばと当時事業を拡大していたダイエーをあえて中央商店街に誘致する決断を取った。そして東映系の映画館「電気館」跡地に地上8階建、地下1階建のビルを建設し、1974年（昭和49年）11月16日に中心部初となる県外資本の核店舗「ダイエー甲府店」（愛称：甲府ショッパーズプラザ）が開業した。
ダイエー甲府店の影響は大きく、経営難が囁かれていた丸の内地区にある中込百貨店の経営破綻を決定付けただけでなく、中央商店街の歩行量を大幅に押し上げる結果となった。結果としてダイエー甲府店の進出は甲府中央商店街にとってもプラスに働いたが、中込百貨店跡に甲府西武が進出したのをはじめ、岡島百貨店や甲府駅前の山交百貨店が増床・改築を実施するなどしたため、ダイエーも総合スーパー「トポス」への業態転換を行ない、1989年（平成元年）9月9日に「トポス甲府店」に改称した。
しかしこの頃からモータリゼーションの影響による郊外化が進み、駐車場の確保が困難な状態である中心部の商業施設は軒並み低迷。トポス甲府店も例外ではなく、売上げが落ち込んでしまう。また親会社のダイエーも平成不況や阪神・淡路大震災の影響から経営危機に陥り、不採算店の整理を開始する。そして1998年（平成10年）に甲府西武が閉店するとさらに客足が遠のき、翌1999年（平成11年）11月14日、甲府店も不採算店の対象になり、閉店した。

### オギノ・甲府市施設時代
ダイエートポスの撤退により甲府銀座ビルの6階以下は空きフロアとなったため、空洞化を懸念した甲府商工会議所はオギノの会長でもある荻野会議所会頭に出店を要請し、荻野会頭もこれを了承したことで2003年（平成15年）に同ビルの1・2階に「オギノかすがもーる店」を開業。同時に甲府市役所の施設も入居することになり、4・5階に市民交流拠点「こうふアルジャン」を設置し、同ビルおよび中央商店街の活性化を図った。しかし、駐車場不足の問題が解決しない中での開業だったため初年度から苦しい経営が続き、甲府市も財政難のため2008年（平成20年）4月に5階を閉鎖し、4階のみに規模を縮小した。甲府銀座ビルを活用する事業を盛り込んだ甲府市中心市街地活性化基本計画も見通しの甘さから中心市街地活性化法の認可が遅れ、11月にようやく受けたもののリーマンショックを発端とした世界同時不況の影響からオギノおよび甲府市役所はこれ以上維持することは困難と判断し、2008年（平成20年）12月10日にかすがもーる店の閉店とこうふアルジャンの閉鎖が報じられ（こうふアルジャンの機能は甲府市役所南庁舎1号館へ移転）、予定通り2009年（平成21年）2月14日を以て双方撤退し、後述の映画館も閉館したことから完全閉鎖となった。

### 甲府東映セントラル
甲府銀座ビルの開業と同じ1974年11月16日に南東向かい側で営業をしていた映画館「甲府セントラル劇場」が「甲府東映劇場」と改称して移転オープンしている。入口は春日通りの南側にあり、エレベーターを使って7階にある250席の映画館に入る仕組みとなっていた。なお、甲府銀座ビルの前身である電気館とは同じ東映系で、経営はどちらも小野興業である。
甲府銀座ビルの周辺は北東向かい側に「甲府宝塚劇場」（のちの「甲宝シネマ」、2013年閉館）があり、他にも「甲府武蔵野館」や「甲府ピカテリー」（のちに統合し「甲府武蔵野シネマ・ファイブ」、2011年休館）、「テアトル甲府」（2001年閉館）など映画館の激戦区であったが、他の映画館が複数スクリーンなのに対し甲府東映劇場は単独スクリーンのため上映数に限りがあった。そこで1996年（平成8年）12月14日に甲府銀座ビル西側の建物を改築し、2階に120席、3階に80席のスクリーンを備え、1階にはロビーとレストランを設けた「シアターセントラルBe館」がオープンした。同時に甲府東映劇場も270席に増やして「甲府東映セントラル」に改称している。
トポス甲府店閉店後も甲府東映セントラルは甲府銀座ビルで営業を続けていたが、代わりに入ったオギノかすがもーる店やこうふアルジャンの閉店・閉鎖が囁かれるようになった2008年に休館となり、2009年6月に正式に閉館した。シアターセントラルBe館は甲府東映セントラル閉館後も旧作品中心の上映で営業を続けている。

## 閉鎖後の状況

### 所有者の変更と競売
閉鎖後は上述で策定された甲府市中心市街地活性化基本計画においても「中心市街地活性化のボトルネックである」と懸念されていたが、築35年が経過し老朽化が進んでいることから具体的な活用手段が見いだせずにいた。
オギノおよび甲府市役所が撤退してから10ヵ月後の2009年（平成21年）12月に所有者が東京都内在住の女性に変更され、10階建ての複合ビルへ建て替えを発表。2010年（平成22年）7月に事業会社を設立し準備に取り掛かっていたが、2011年（平成23年）2月に税金を滞納していたことが発覚し、東京国税局に差し押さえられた。ビルは競売にかけられ、同年6月の最初の競売では元々同ビルを管理していた会社が落札権利を得たが期日までに入金しなかったため不成立。同年9月に再度競売にかかったが落札者は現れなかった。2度にわたる競売不成立の理由として上述の通り老朽化が進んでいることから現在の建物は解体または大規模な改装が必要となり、それに対する費用が膨大になることが挙げられている。

### 再開発
2013年（平成25年）6月4日に3度目の入札が行われ、競売の結果東京都の不動産会社「シーアンドスタイル」が9200万円で落札権利を取得し、同年7月にシーアンドスタイルから社名変更したアクロスが官民一体で14階建ての複合ビルを建設する構想があることを明らかにした。しかし先述の女性から異議申立てが数十日後にあり、国税不服審判所による審議が行われることになった事から売却は保留となり、同年度内の着工は困難となった。2014年（平成26年）6月11日に東京国税局が同月10日付で異議申立てを棄却し、アクロスが翌月までに落札額を納めたことで正式に落札権利を取得した。
落札後アクロスは周辺用地を含めた買収を進め、フージャースコーポレーション、東京ガス山梨による3社による共同事業として店舗付マンション「デュオヒルズ甲府」として再開発が行われることが決定し、補助金交付の決定を待って2014年12月17日に事業着手の記念式典が行われた。解体工事式典後建物の解体を経て2017年秋の完成を目指し建設工事が進められ、2018年2月に竣工した。
事業費は39億円で、うち9億4千万円が国や県、市からの補助金で賄われている。
建物は14階で、1階を商業フロア、2階から14階を124戸の住居フロアとしている。1階の商業フロアは共同事業3社によって設立された一般社団法人「甲府まちづくりラボラトリー」をはじめ、カフェ＆ワインバー、雑貨店、シェアキッチンが入居している。